# Hammarby Fotboll (kvinder)
Hammarby Fotboll Dam er et fodboldhold for kvinder fra Stockholm, der spiller i Sveriges top-liga Damallsvenskan. Holdet er en del af Hammarby Fotboll.
Hammarby Fotboll Dam spiller deres hjemmekampe på Hammarby IP (kaldes også Kanalplan) i Stockholm, og nogle gange på Zinkensdamms IP og Tele2 Arena. Holdets farver er grønne og hvide. Klubben er medlem af Stockholms Fotbollförbund via moderklubben Hammarby Fotboll.

## Aktuel trup
Oversigten er opdateret til og med 31. juli 2023
| Nr. | Land       | Position | Spiller              |
| --- | ---------- | -------- | -------------------- |
| 1   | Finland    | MM       | Anna Tamminen        |
| 2   | Finland    | FO       | Eva Nyström          |
| 3   | Sverige    | FO       | Lotta Ökvist         |
| 4   | Norge      | FO       | Thea Sørbo           |
| 5   | Danmark    | FO       | Simone Boye Sørensen |
| 6   | Sverige    | MI       | Julia Roddar         |
| 7   | Finland    | MI       | Adelina Engman       |
| 8   | Sverige    | MI       | Ellen Gibson         |
| 9   | Sverige    | AN       | Madelen Janogy       |
| 10  | Australien | MI       | Kyra Cooney-Cross    |
| 11  | Sverige    | AN       | Ellen Wangerheim     |
| 13  | Sverige    | AN       | Matilda Vinberg      |

| Nr. | Land    | Position | Spiller                  |
| --- | ------- | -------- | ------------------------ |
| 14  | Japan   | AN       | Maika Hamano             |
| 17  | Sverige | MI       | Hanna Folkesson          |
| 18  | Sverige | FO       | Alice Carlsson (anfører) |
| 20  | Norge   | MI       | Vilde Hasund             |
| 21  | Norge   | AN       | Sara Kanutte Fornes      |
| 23  | Sverige | MI       | Emma Westin              |
| 25  | Sverige | FO       | Jonna Andersson          |
| 27  | Sverige | MM       | Ella Wilson              |
| 28  | Sverige | MM       | Josephine Frigge         |
| 29  | Sverige | MM       | Moa Edrud                |
| 31  | Sverige | FO       | Bella Andersson          |
| 32  | Sverige | FO       | Smilla Holmberg          |